# Стамат Стаматов (офицер)
Вижте пояснителната страница за други личности с името Стамат Стаматов.
Стамат Щерьов Стаматов е български офицер, деец на македонската емиграция в България, дългогодишен председател на Дебърското благотворително братство.

## Биография
Стамат Стаматов е роден в дебърското село Дренок, тогава в Османската империя. Първоначално учи в родното си село при поп Станко, който е сръбски учител, но е изгонен от местните жители. Завършва Солунската българска мъжка гимназия. На годишния тържествен акт при завършването на пети (втори) гимназиален клас Стаматов получава, заедно с Христо Тенчов и Гоце Делчев, лично от солунския валия съчиненията на Пушкин като награда за отличен успех. По инициатива на Делчев съучениците му Стаматов, Гоце Имов и прилепчанинът Илия Кондурджиев постъпват във Военното училище в София. Във Военното училище заедно с юнкерите Константин Кондов, Софроний Стоянов, Петър Кушев, Йордан Венедиков, Борис Дрангов, Ефтим Китанчев, Боголюб Марков от Скребатно, Димитър Мициев от Горна Джумая и братя Владимир и Владислав Ковачев създава революционен кръжок през февруари 1892 г.
След завършването си командва отделение в Първи планински артилерийски полк. За отличия и заслуги през войната е награден с ордени „Свети Александър“ и „За храброст“, IV степен.
През есента на 1902 година организира събиране на помощи за бежанците от Горноджумайското въстание.
Участва като делегат от Врачанското македонско благотворително братство в обединителния конгрес на Македонската федеративна организация и Съюза на македонските емигрантски организации от януари 1923 година.
Председателства Дебърското благотворително братство. Подпомага създаването на Дружество „Св. Йоан Кръстител“ през 1929 година.
Издава списание „Дебърски глас (1935 - 1943)“. В 1935 година издава книгата „Спомени за Гоце Делчев и Борис Дрангов“, в 1938 г. - „Град Дебър и неговото основаване“, а в 1941 година - книгата „Дебърската епископия“.
Към 1941 година е съветник в Националния комитет на Съюза на македонските емигрантски организации.